# S-Bahn Argowia

Sieć S-Bahn Argowia

S-Bahn Argowia – sieć S-Bahn, obsługująca szwajcarski kanton Argowia. System powstał w celu uzupełnienia sąsiednich sieci S-Bahn w Zurychu, Bazylei i Centralnej Szwajcarii.